# Réjean Plamondon
Pour les articles homonymes, voir Plamondon.
Réjean Plamondon, né le 6 juin 1950 à Québec, est un poète, professeur et chercheur québécois.

## Biographie
Réjean Plamondon détient un doctorat en génie électrique de l'Université Laval (1978). De 1974 à 1978, il enseigne la physique au collégiale, puis devient professeur à l'École Polytechnique de Montréal. De 1996 à 1998, il est directeur du département de génie électrique, puis directeur général de l'École de 1998 à 2002,.
Plamondon dirige également le laboratoire Scribens de l'École Polytechnique dont le traitement de l'écriture par ordinateur est au centre des recherches. Il est aussi président de l’International Graphonomics Society ainsi que du fellow du Netherlands Intitute for Advanced Studies, de l’International Association for Pattern Recognition et de l’Institute of Electrical and Electronics Engineers.
En plus de signer des textes dans plusieurs articles scientifiques, Réjean Plamondon publie plusieurs livres sur la modélisation des mouvements humaines et les systèmes de reconnaissance automatique de l'écriture, notamment pour « nous faire découvrir la poésie cachée derrière les réalisations scientifiques »,,,.
En poésie, il publie notamment Écritude (Éditions du Noroît, 1990), Parfums d'Amérope (Écrits des Forges, 2002) ainsi que Flânerinages, (Écrits des Forges, 2017), en plus de participer à des collectifs de nouvelles et de poésie. Il participe également à plusieurs événements littéraires (lectures publiques, conférences, expositions artistiques, etc.),,.
Plamondon est membre de l’Union des écrivaines et des écrivains québécois, depuis 2002.

## Œuvres

### Poésie
- Zoupic, en collaboration avec Lise Ouellet, illustrations de Normand Cousineau, Laval, Mondia, cop., 1981, 16 p. (ISBN 2891141067)
- Écritude, avec cinq émaux d'André Le May, Montréal, Éditions du Noroît, 1990, 80 p. (ISBN 2890182150)
- Portraits rebelles d'un cervonaute, Trois-Rivières, Écrits des Forges, 1998, 85 p. (ISBN 2-89046-462-8)
- Parfums d'Amérope, Trois-Rivières, Écrits des Forges, 2002, 107 p. (ISBN 2-89046-702-3)
- Flânerinages, Trois-Rivières, Écrits des Forges, 2017, 127 p. (ISBN 9782896453429)
- Autemps Printomnes, Trois-Rivières, Écrits des Forges, 2024  (ISBN 9782896455133)

### Sciences
- Guide pratique de design des circuits électroniques analogiques, Montréal, École de polytechnique de Montréal, 1981, 163 p. (ISBN 2553001274)
- Introduction aux microprocesseurs : matériel, logiciel, interface, en collaboration avec Jean-Guy Deschênes, Montréal, École de polytechnique de Montréal, 1984, 451 p.
- The generation of rapid human movements, Montréal, École de polytechnique de Montréal, 1993-1996, 3 vol.
- Patterns in physics : toward a unifiying theory, Montréal, École de polytechnique de Montréal, 2012, 201 p. (ISBN 9782553016332)
- The Lognormality Principle and its Applications in e-Security, e-Learning and e-Health, Singapore, 2021, 415 p. (ISBN 978-981-122-682-3)